# بيدرو باتشيكو
بيدرو باتشيكو (27 يونيو 1984 ببونتا ديلغادا في البرتغال - ) هو لاعب كرة قدم كندي في مركز الوسط. شارك مع منتخب كندا لكرة القدم. أما مع النوادي، فقد لعب مع ناسيونال ماديرا وCD Operário ‏ ونادي سانتا كلارا وVitória Pico da Pedra ‏ وS.C. Lusitânia ‏.

## وصلات خارجية
- بيدرو باتشيكو على موقع الاتحاد الدولي (مؤرشف)  (الإنجليزية)
- بيدرو باتشيكو على موقع قاعدة بيانات كرة القدم.إي يو (الإنجليزية)
- بيدرو باتشيكو على موقع ناشيونال فوتبول تيمز (الإنجليزية)
- بيدرو باتشيكو على موقع Soccerway.com (الإنجليزية)
- بيدرو باتشيكو على موقع عالم كرة القدم.نت (الإنجليزية)